# Federatie van Arabische Republieken
De Federatie van Arabische Republieken was een poging van Moammar al-Qadhafi om Libië, Egypte en Syrië samen te smelten en een verenigde Arabische staat te creëren. Hoewel ze op 1 september 1971 door een referendum in elk land was goedgekeurd, waren de drie landen het oneens over de specifieke voorwaarden van de fusie. De federatie duurde van 1 januari 1972 tot 19 november 1977.